# Le Milieu de l'horizon
 (novembre 2021).
Pour plus de détails, voir Fiche technique et Distribution.
Le Milieu de l'horizon est un long métrage belgo-suisse réalisé par Delphine Lehericey, adapté du roman homonyme de Roland Buti, sorti le 2 octobre 2019.

## Synopsis
1976, l'année de la grande sécheresse. Gus, 13 ans, fils d'agriculteur (Jean), voit les tensions croître au sein de sa famille. Les récoltes sèchent sur pied, les poulets meurent de chaud : son père est désespéré. L'arrivée de Cécile - une amie de sa mère (Nicole) - ne va pas arranger les choses. Divorcée, celle-ci fait figure de femme libre dans un milieu encore assez conservateur. Une relation homosexuelle naît entre les deux femmes, suscitant la jalousie de Jean et les ragots dans le village. Jean finit par perdre son sang-froid. Cécile est mise à la porte avec violence. Nicole décide de quitter son foyer. Jean noie son chagrin dans l'alcool et Gus doit temporairement assumer seul les tâches de la ferme avec son cousin handicapé Rudy. 
Lorsque la pluie arrive enfin, elle est torrentielle : Jean, Gus et Rudy doivent aller d'urgence chercher leurs poulets pour leur éviter la noyade. Lors de l'opération, Rudy se retrouve dans le coma. La sœur aînée de Gus (Léa) fait partie de l'orchestre qui interprète la Symphonie du Nouveau Monde d'Antonin Dvořák, auquel assiste également Nicole.

## Fiche technique
- Titre : Le Milieu de l'horizon
- Réalisation : Delphine Lehericey
- Scénario : Joanne Giger, Delphine Lehericey
- Photographie : Christophe Beaucarne
- Montage : Emilie Morier
- Musique : Nicolas Rabaeus
- Son : François Musy
- Décors : Ivan Niclass
- Costumes : Geneviève Maulini
- Sociétés de production : Box Productions et Entre Chien et Loup
- Sociétés de distribution : Outside the Box (Suisse), Outplay (France)
- Pays de production :  Suisse,  Belgique
- Langue originale : français
- Format : couleur
- Genre : drame
- Durée : 92 minutes
- Dates de sortie :
  - Suisse : 2 octobre 2019
  - France : 20 octobre 2021

## Distribution
- Laetitia Casta : Nicole
- Clémence Poésy : Cécile
- Thibaut Evrard : Jean
- Luc Bruchez : Gus
- Fred Hotier : Rudy
- Patrick Descamps : Annibal
- Lisa Harder : Léa
- Sasha Gravat Harsch : Mado

## Distinctions
- 2019: Prix Lurra, Festival de San Sebastian
- 2020 : Prix du cinéma suisse, Quartz du meilleur film de fiction et du meilleur scénario[1].